# Dicranomyia (Dicranomyia) orthia
Dicranomyia (Dicranomyia) orthia is een tweevleugelige uit de familie steltmuggen (Limoniidae). De soort komt voor in het Oriëntaals gebied.